# ده‌نو (پاسارگاد)
دهنو - (گنجک - پاسارگاد)، روستایی از توابع بخش هخامنش شهرستان پاسارگاد در استان فارس ایران است. نام قدیمی و باستانی این روستا گنجک می‌باشد. به دلیل همجواری با منطقه باستانی پاسارگاد و آرامگاه کورش از موقعیت خاص باستانی برخوردار است. از مکان‌های تاریخی و باستانی این روستا به تنگ گنجک، تل خاکی و قلعه قدیمی این روستا می‌توان اشاره کرد

## جمعیت
این روستا در دهستان ابوالوردی قرار دارد و براساس سرشماری مرکز آمار ایران در سال ۱۳۸۵، جمعیت آن ۲۳۰ نفر (۶۵خانوار) بوده‌است.